# Мартин Адам
Мартин Адам (мађ. Ádám Martin) (Будимпешта, 6. новембар 1994) је мађарски професионални фудбалер који трнутно игра за ФК Улсан Хјундаи у првој лиги јужнокорејског првенства и репрезентацију Мађарске. Игра на позицији нападача.
Адам је ожењен и има сина Конора и живе у Форашкуту.

## Каријера

### Мађарски клубови
У периоду од 2012. па до 2022 године у мађарској првој лиги играо је у три различита клуба Вашаш, Капошвар и Пакш. У прволигашком такмичењу је одиграо 242 утакмице и постигао је 79. голова. у сезони  2021/22. био је први стрелац лиге са 31. постигнутим голом.

## Улсан
У јулу 2022, Адам се преселио у иностранство по први пут у каријери и потписао за јужнокореански К Леагуе 1 тим ФК Улсан Хиундаи.

### Репрезентација
Дана 23. марта 2023, Адам је постигао свој први гол за репрезентацију Мађарске у пријатељској утакмици против Естоније.

## Статистика

### Репрезентација
Ажурирано утакмице игране до 17. октобра 2023..
| Репрезентација | Година | Ута. | Голови |
| -------------- | ------ | ---- | ------ |
| Мађарска       | 2022   | 10   | 0      |
| Мађарска       | 2023   | 7    | 2      |
| Укупно         | Укупно | 17   | 2      |

## Клупска
Вашаш
- Мађарски куп − другопласирани: 2016/17.[9]

Пакш
- Мађарски куп − другопласирани: 2021/22.[9]

Улсан
- К лига 1 2022. − шампион[9]